# Родриго Санторо
Родриго Санторо (роден на 22 август 1975 г.) е бразилски актьор. 

## Кариера
Играе ролята на персийския император Ксеркс I във филма „300“ от 2007 г. по едноименния комикс на Франк Милър. През 2006 г. се снима в третия сезон на сериала „Изгубени“, където изпълнява ролята на Пауло. Също така той озвучава Пауло в португалския дублаж за Бразилия.

## Избрана филмография
- 2003 – „Ангелите на Чарли: Газ до дупка“ (Charlie's Angels: Full Throttle)
- 2003 – „Наистина любов“ (Love Actually)
- 2006 – „300“
- 2006-2007 – „Изгубени“ (Lost)
- 2008 – „Че“ (Che)
- 2009 – „Обичам те, Филип Морис“ (I Love You Phillip Morris)
- 2011 – „Рио“ (Rio)
- 2012 – „Хемингуей и Гелхорн“ (Hemingway & Gellhorn)
- 2012 – „Очаквай неочакваното“ (What to Expect When You're Expecting)
- 2014 – „300: Възходът на една империя“ (300: Rise of an Empire)
- 2014 – „Рио 2“ (Rio 2)
- 2015 – „Фокус“ (Focus)
- 2016 – „Бен-Хур“ (Ben-Hur)